# Roch Wamytan
Roch Wamytan (Nouméa, 13 de desembre de 1950) és un polític independentista canac de Nova Caledònia, membre del Front d'Alliberament Nacional Canac Socialista (FLNKS) a les files de la Unió Caledoniana. Des del 2019 és president del Congrés de Nova Caledònia, institució parlamentària que presidí anteriorment en tres ocasions. També és cap del consell tribal de Saint-Louis i cap del districte de Le Pont-des-Français de Mont-Dore.

## Biografia
Nascut el 13 de desembre de 1950 a la localitat neocaledoniana de Nouméa, és fill de Benjamin Wamytan, que va morir d'una malaltia pulmonar per treballar a les mines; germà gran de l'antropòleg Léon Wamytan; net del cap tribal Léon Wamytan, a qui va succeir; i també és net de Rock Pidjot. Estudià un temps al seminari de Saint-Paul de Nouméa, però penjà la sotana per a estudiar econòmiques a la Universitat Lumière Lyon 2, el 1980 al Centre d'Études Financières, Économiques et Bancaires (CEFEB) i l'Agència Francesa de Desenvolupament (AFD) de Marsella. També estudià teologia catòlica a la Universitat d'Estrasburg.
Començà a treballar com a director financer del Fons d'Ajuda al Desenvolupament de l'Interior i de les Illes (FADIL), el 1979 ingressà a Unió Caledoniana i fins a 1986 fou assistent parlamentari del seu avi Rock Pidjot. Membre de l'Oficina Cultural, Científica i Tècnica Canac (OCSTK), el 1985 va publicar l'informe « Culture et developpement kanak : Production agricole et commercialisation » en el que treballà amb nocions de desenvolupament respectant la cultura tradicional. Després de la mort d'Éloi Machoro, el va substituir com a secretari polític.
El 20 de maig de 1989 fou enviat com a representant del Front d'Alliberament Nacional Canac Socialista (FLNKS) a la reunió ministerial de l'oficina de coordinació del Moviment dels països no alineats a Harare (Zimbabwe), i a la mort de Jean-Marie Tjibaou fou nomenat secretari general de la Unió Caledoniana. A les eleccions provincials de Nova Caledònia de 1989 fou elegit diputat de la Província del Sud al Congrés de Nova Caledònia. També fou cap de l'oposició municipal a Mont-Dore fins al 2001. A les eleccions provincials de Nova Caledònia de 1995 fou escollit novament diputat per la Província Sud i va substituir Paul Néaoutyine com a president del FLNKS.
Durant el seu mandat com a president del FLNKS es distingí per les seves negociacions amb el RPCR de Jacques Lafleur que culminaren en el nou Acord de Nouméa de 1998, però no va poder evitar els enfrontaments entre els diferents socis del Front, que culminaren amb la formació de la Unió Nacional per la Independència, oposada a Unió Caledoniana, i que presentaren llistes separades a les eleccions provincials de Nova Caledònia de 1999. Escollit novament diputat, fou encarregat d'afers tradicionals en el govern neocaledonià fins al 2001, quan fou desplaçat de la presidència tant d'UC com del FLNKS. Ocupà novament el càrrec en el govern de 2002 a 2004, però la seva posició es va afeblir.
Fou novament candidat durant les eleccions provincials de Nova Caledònia de 2004 per una llista dissident, que no va obtenir representació. Per aquest motiu fou expulsat de la Unió Caledoniana. Aleshores participà en les accions del Comité Rheebù Nùù, grup fundat el 2001 i dirigit per Raphaël Mapou, i el 2005 en la creació d'un Comitè Autòcton de Gestió de Recursos Naturals, que es va unir el Comité Rheebù Nùù, a l'USTKE, al Senat Tradicional i a diverses organitzacions ecologistes per a oposar-se a la Planta del Sud. També va fer campanya en contra en el referèndum sobre la Constitució europea i donà suport Ségolène Royal a les eleccions presidencials franceses de 2007.
Quan el seu cosí Charles Pitjot fou nomenat secretari general d'Unió Caledoniana el 2007 fou readmès. També fou cap de la llista unitària del FLNKS a la Província del Sud a les eleccions provincials de Nova Caledònia de 2009 i fou elegit diputat. Al govern provincial és comissionat per l'ensenyament privat.